# Лейт, Эмметт
Эммет Лейт (англ. Emmett Norman Leith, 12 марта 1927, Детройт — 23 декабря 2005, Анн-Арбор) — профессор электротехники в Университете Мичигана; соавтор трёхмерной голографии (вместе с Юрисом Упатниексом).
Был женат, у него было две дочери. В его честь названа медаль Эммет Лейт в Оптическом обществе.
Лейт получил степень бакалавра наук по физике в Государственном университете Уэйна в 1949 году и степень магистра по физике в 1952 году. Он получил докторскую степень в области электротехники в Государственном университете Уэйна в 1978 году. Большая часть голографической работы Лейта была следствием его исследования по радиолокационному синтезированнию апертуры (РСА) во время членства Radar Laboratory of the University of Willow Run Laboratory Michigan’s в начале 1952 года.
Лейт присоединился к Мичиганскому университету в качестве младшего научного сотрудника и получил должность аспирантуре помощника в 1955 году, научным сотрудником стал в 1956 году, должность инженера-исследователя получил в 1960 году, доцентом стал в 1965 году, и, наконец, профессором в 1968 году.
В 1950-х годах, когда произошли основные разработки в области SAR, компьютеры не могли справиться с гигантской вычслительной задаей, которая требовалась для обработки радиолокацонных данных. Основываясь на обсуждениях с Расселом Ваанном двое ученых из Университета Мичигана решили выполнить задачу с помощью оптической обработки. Когда пришло время создавать радиолокационную систему, Эмметт решил работать над оптическим процессором.
В течение нескольких лет Лейт разработал совершенно новую теорию SAR, основанную на физической оптике. Лейт заявил: «Этот новый способ описания SAR в сочетании с оптической обработкой — это то, что сегодня назвали бы голографической точкой зрения». Профессор Лейт и его коллега Юрис Упатниекс в Университете Мичигана показывают первые трехмерные голограммы в мире на конференции Оптического общества Америки в 1964 году.
Лейт получил более 14 патентов, получил премию Морриса Либманна в 1968 году и медаль Стюарта Баллантайна в 1969 году. В 1979 году президент Джимми Картер награждает Лейта Национальной научной медалью за его исследования. В 1983 году награждён премией имени Д. Габора вместе с Юрием Николаевичем Денисюком. Он был награждён в 1985 году медалью Фредерика Айвса Оптического общества Америки.